# انیگو روس
انیگو روس (انگلیسی: Iñigo Ros؛ زادهٔ ۲۱ اکتبر ۱۹۸۲) بازیکن فوتبال اهل اسپانیا است.
از باشگاه‌هایی که در آن بازی کرده‌است می‌توان به باشگاه فوتبال اوئسکا، باشگاه ورزشی تنریف، و باشگاه فوتبال ایبار اشاره کرد.